# Kongo-Brazzavilles herrlandslag i fotboll
Kongo-Brazzavilles herrlandslag i fotboll representerar Kongo-Brazzaville (Republiken Kongo) i fotboll för herrar.
I första landskampen slog de Réunion med 4–1 i Madagaskar den 13 april 1960.
Kongo-Brazzaville har vunnit afrikanska mästerskapet en gång, 1972. De har aldrig varit med i ett VM.

## Afrikanska mästerskapet
Kongo-Brazzaville har deltagit sex gånger i afrikanska cupen samt vunnit en gång.

### 1968
Kongo-Brazzavilles första cup var 1968. Laget förlorade samtliga tre matcher, med 0–3 mot rivalen Kongo-Kinshasa, 1–3 mot Ghana och 1–2 mot Senegal.

### 1972
1972 var Kongo tillbaka och gjorde sin bästa insats, de vann cupen. I gruppen slog de Sudan med 4–2, spelade 1–1 mot Marocko och förlorade mot Zaire (tidigare och senare Kongo-Kinshasa) med 0–2, men det räckte att gå vidare. I semifinalen slog de ut Kamerun med 1–0. I finalen slog de Mali.

### 1974
Laget var i cupen 1974 och det är hittills den näst bästa insatsen de har gjort. I gruppen besegrade de Mauritius (2–0) och Zaire (2–1). Den enda poängförlusten kom mot Guinea, 1–1. I semifinalen förlorade de med 2–4 mot Zambia. Bronsmatchen förlorades med 0–4 mot Egypten.

### 1978
Kongo kom tillbaka 1978 men lyckades inte. I gruppen fick de nöja sig med en poäng efter 0–0 mot Tunisien. 0–1 mot Marocko och 1–3 mot Uganda innebar en sistaplats i gruppen. Efter 1978 kvalade de inte in på 1980-talet, utan det dröjde tills 1992 innan de var med igen.

### 1992
Vid återkomsten 1992 hamnade de med Elfenbenskusten (som senare vann) och Algeriet, och två oavgjorda räckte till kvartsfinalen. Där förlorade de med 1–2 mot Ghana. Ghanas segermål kom på övertid.

### 2000
År 2000 deltog Kongo-Brazzaville senast i den afrikanska cupen. Man var i samma grupp som Tunisien (0–1), Nigeria (0–0) och Marocko (0–1).